# Carlos Chávez (Komponist)
Carlos Chávez (* 13. Juni 1899 als Carlos Antonio de Padua Chávez y Ramírez in Popotla bei Mexiko-Stadt; † 2. August 1978 Mexiko-Stadt) war ein mexikanischer Komponist und Musikpädagoge.

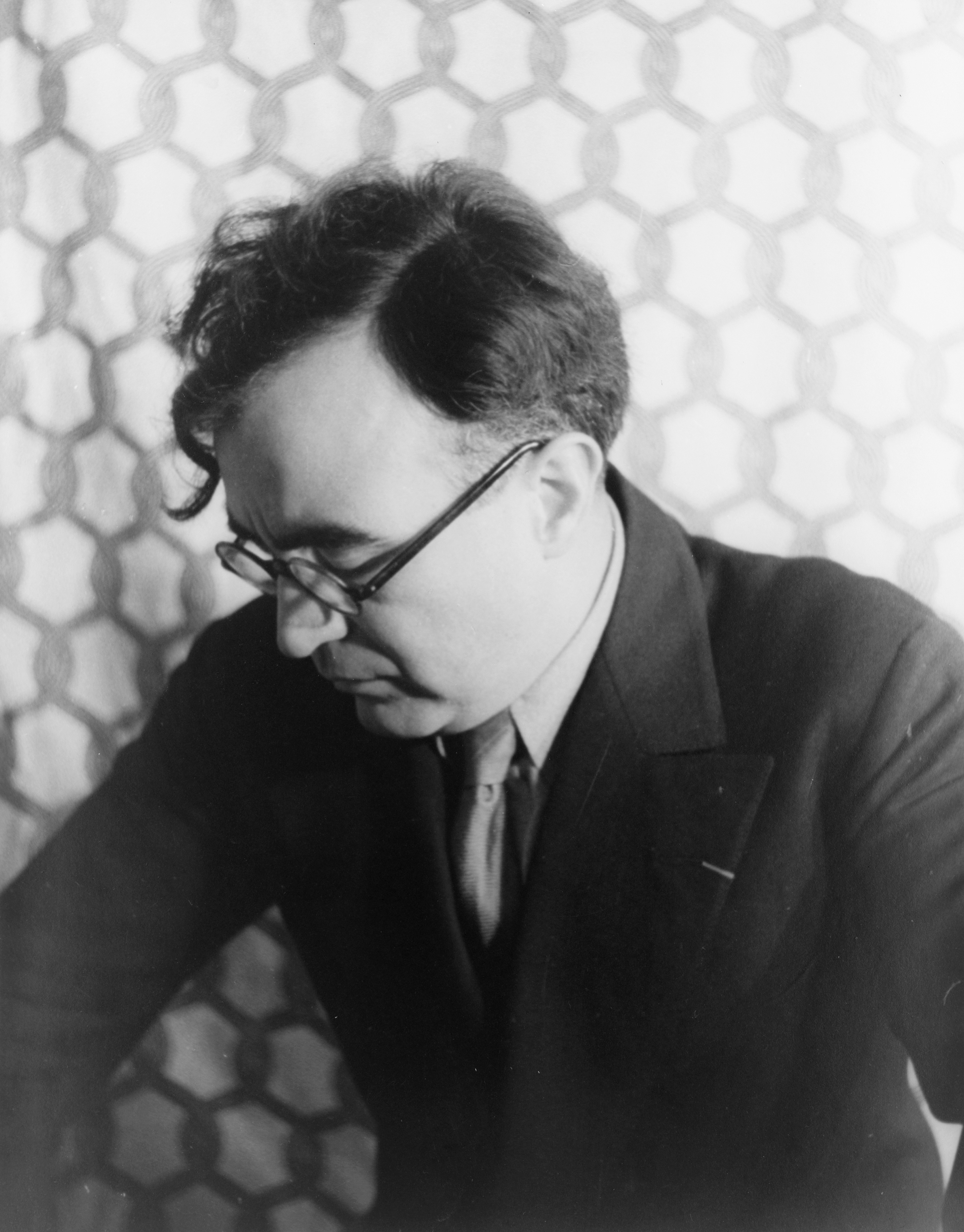
Carlos Chávez

## Leben und Wirken
Chávez ist einer der wichtigsten mexikanischen Komponisten des 20. Jahrhunderts. Er wurde weit über sein Heimatland hinaus bekannt. Er verbindet in seiner Musik Einflüsse originärer mexikanischer, insbesondere indianischer Volksmusik mit europäischer Neuer Musik, wobei er auf Elemente des Neoklassizismus zurückgreift. Darüber hinaus prägte er das mexikanische Musikleben seiner Zeit in verschiedenen administrativen Positionen als Orchesterchef und akademischer Lehrer. Er war unter anderem Mitglied der Academia de Artes. 1959 wurde er in die American Academy of Arts and Sciences gewählt. 1960 wurde er als auswärtiges Ehrenmitglied in die American Academy of Arts and Letters aufgenommen.

## Werke (Auswahl)
- Symphonie Nr. 1 (Sinfonía de Antigona) (1932)
- Symphonie Nr. 2 (Sinfonía India) (1936)
- Symphonie Nr. 3 (1951–1954)
- Symphonie Nr. 4 (Sinfonía Romántica) (1952)
- Symphonie Nr. 5 (1954)
- Symphonie Nr. 6 (1961)